# 宗室吳達海
宗室吳達海（穆麟德轉寫：udahai，1601年—1655年），滿洲正白旗，清朝政治人物、清朝刑部尚書。
顺治元年，擔任首任清朝刑部尚書。后由阿喇善接任。
順治十二年卒。諡襄敏。